# Paregesta
Paregesta és un gènere monotípic d'arnes de la família Crambidae. Conté només una espècie, Paregesta californiensis, que es troba a Amèrica del Nord, on ha estat registrada a Califòrnia.